# Pan Trash Wheel

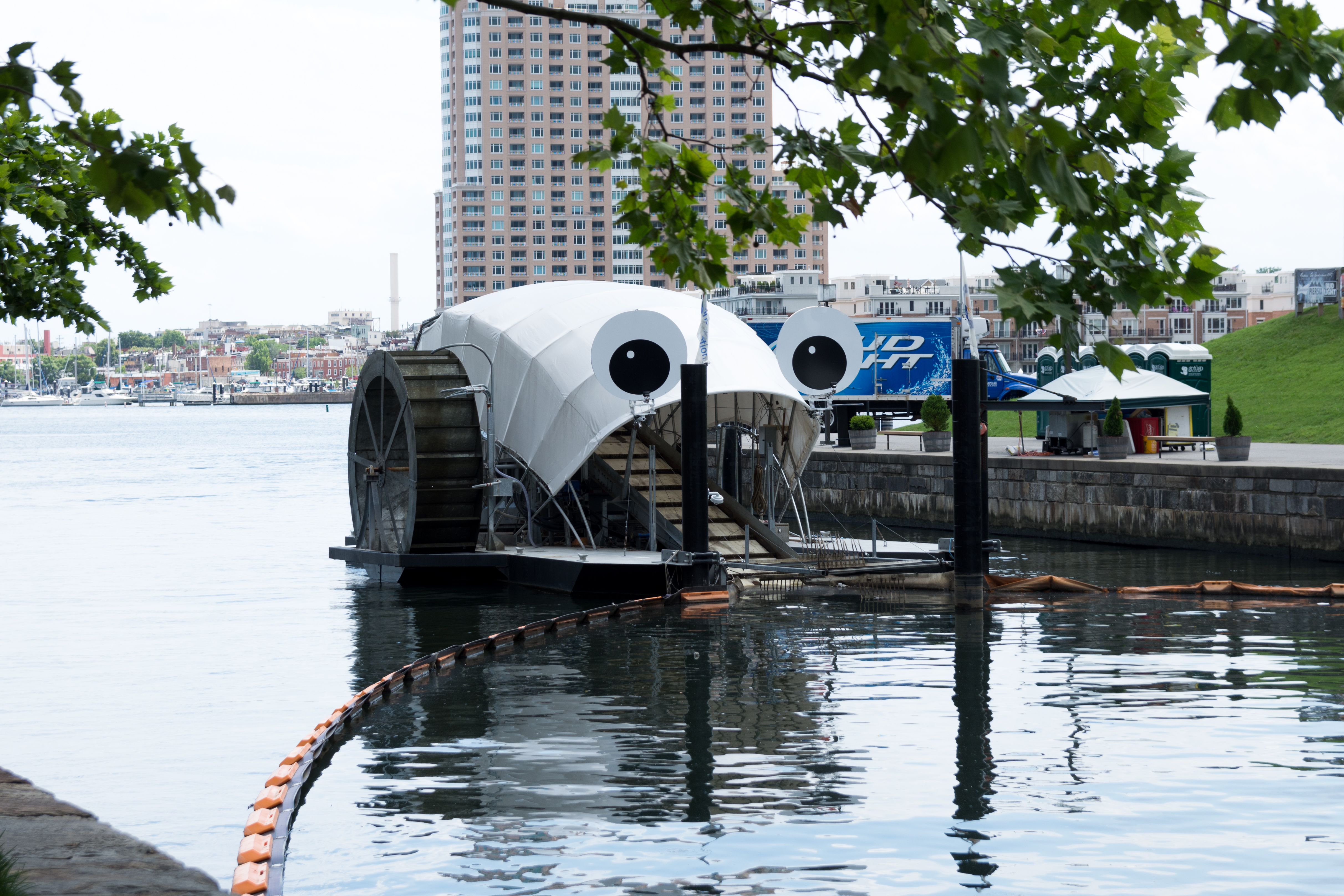
Pan Trash Wheel (2016)

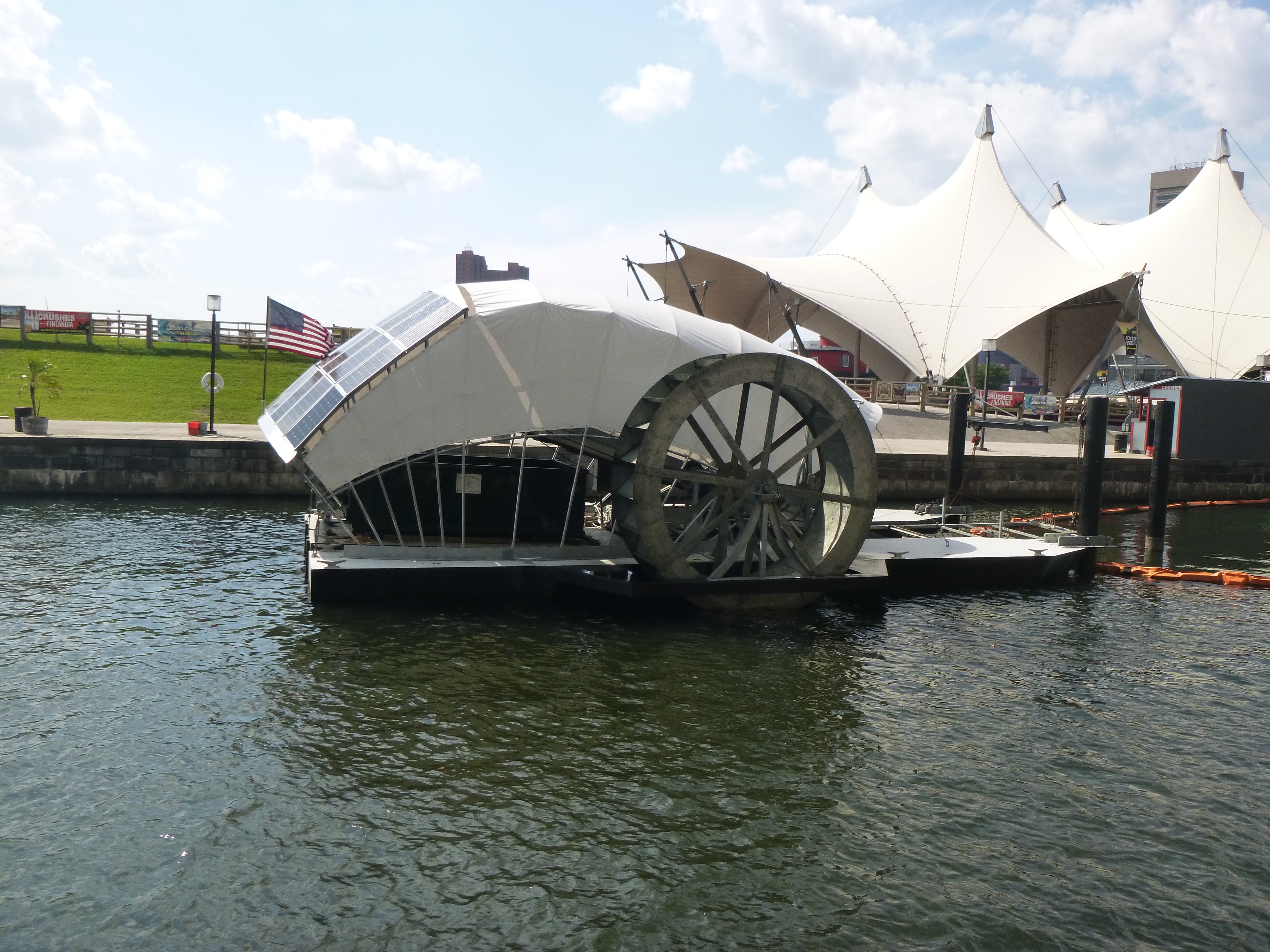
Pan Trash Wheel

Pan Trash Wheel (anglicky Mr. Trash Wheel), oficiální název Inner Harbor Water Wheel (česky: vodní kolo Inner Harbor), je trash interceptor – plavidlo, které odstraňuje odpadky z vodního toku Jones Falls, protékajícího čtvrtí Inner Harbor v Baltimoru v Marylandu. Je poháněn vodními koly a solárními panely. Odpad z vody dopravuje palubním dopravním pásem do kontejneru na lodi. Pan Trash Wheel byl vynalezen Johnem Kellettem, který v roce 2008 vypustil pilotní plavidlo. Později bylo vyvinuto větší plavidlo, které bylo zprovozněno v květnu 2014, aby nahradilo pilotní. Plavidlo Pan Trash Wheel je součástí projektu neziskové organizace „Waterfront Partnership“ města Baltimore, tzv. „Healthy Harbor Plan“ (česky Plán zdravého přístavu).

## Přehled

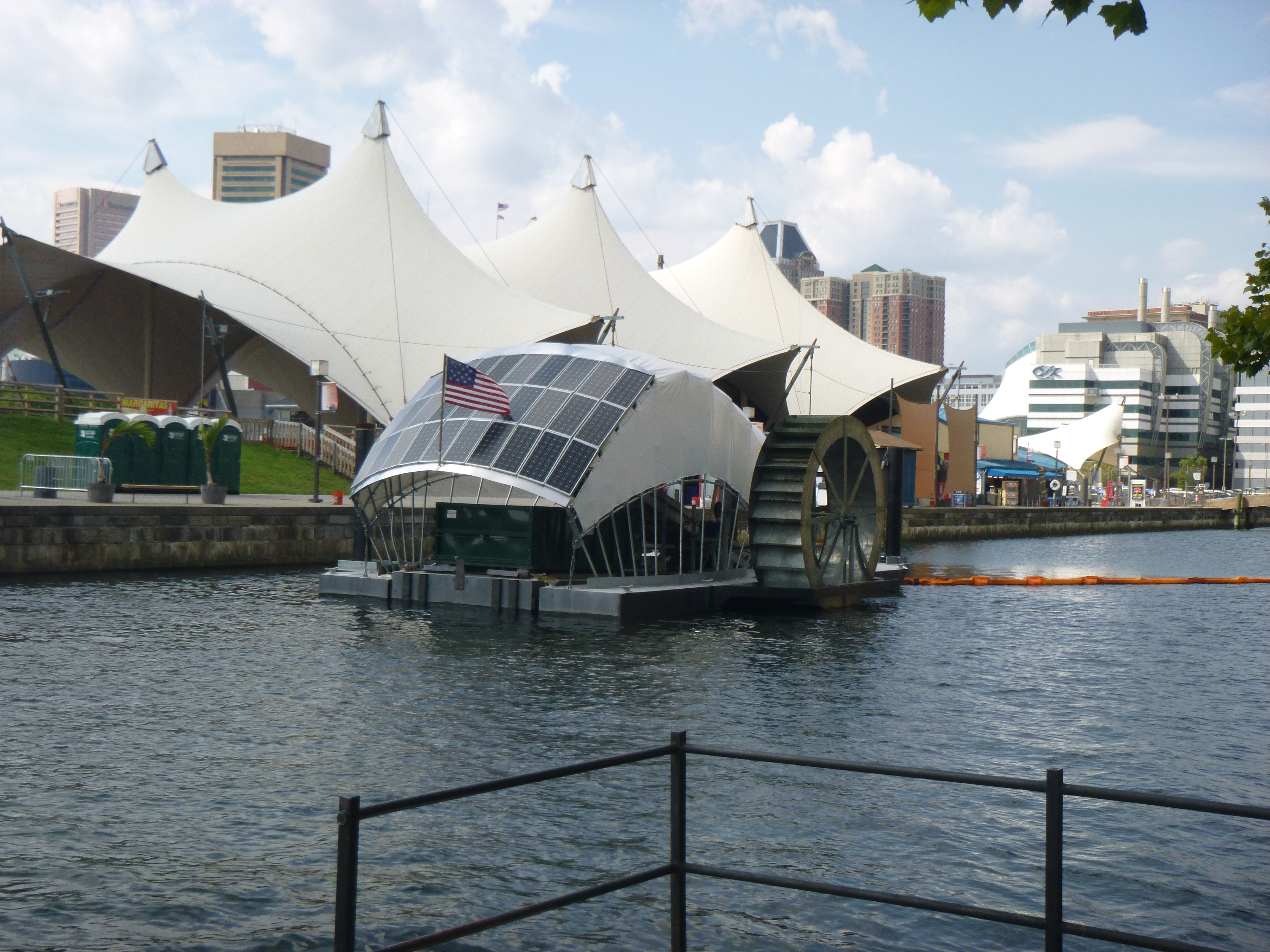
Solární panely jsou namontovány na střeše Pana Trash Wheel

Pan Trash Wheel je zakotvené plavidlo, které odstraňuje odpad z ústí řeky Jones Falls u Baltimorského přístavu Inner Harbor. Odpadky z ulic Baltimoru jsou spláchnuty do bouřkových odtoků, které vtékají do řeky Jones Falls. Odpadky pak plavou v řece k jejímu odtoku do Inner Harbor, kde jsou zachyceny Panem Trash Wheelem. Pan Trash Wheel je poháněn proudem řeky a v případě nízkého průtoku je záložní energie poskytována solárními panely. Proud řeky a solární energie pohánějí dopravní pás. Pan Trash Wheel vytahuje odpad z vody na dopravní pás rotujícími vidlicemi, které střídavě ponořuje a vytahuje. Dopravní pás jej následně přemístí do kontejneru. Vodní kolo lze ovládat na dálku přes internet. Pan Trash Wheel byl zkonstruován s využitím veřejných a soukromých zdrojů ve výši 720 000 amerických dolarů.

## Historie

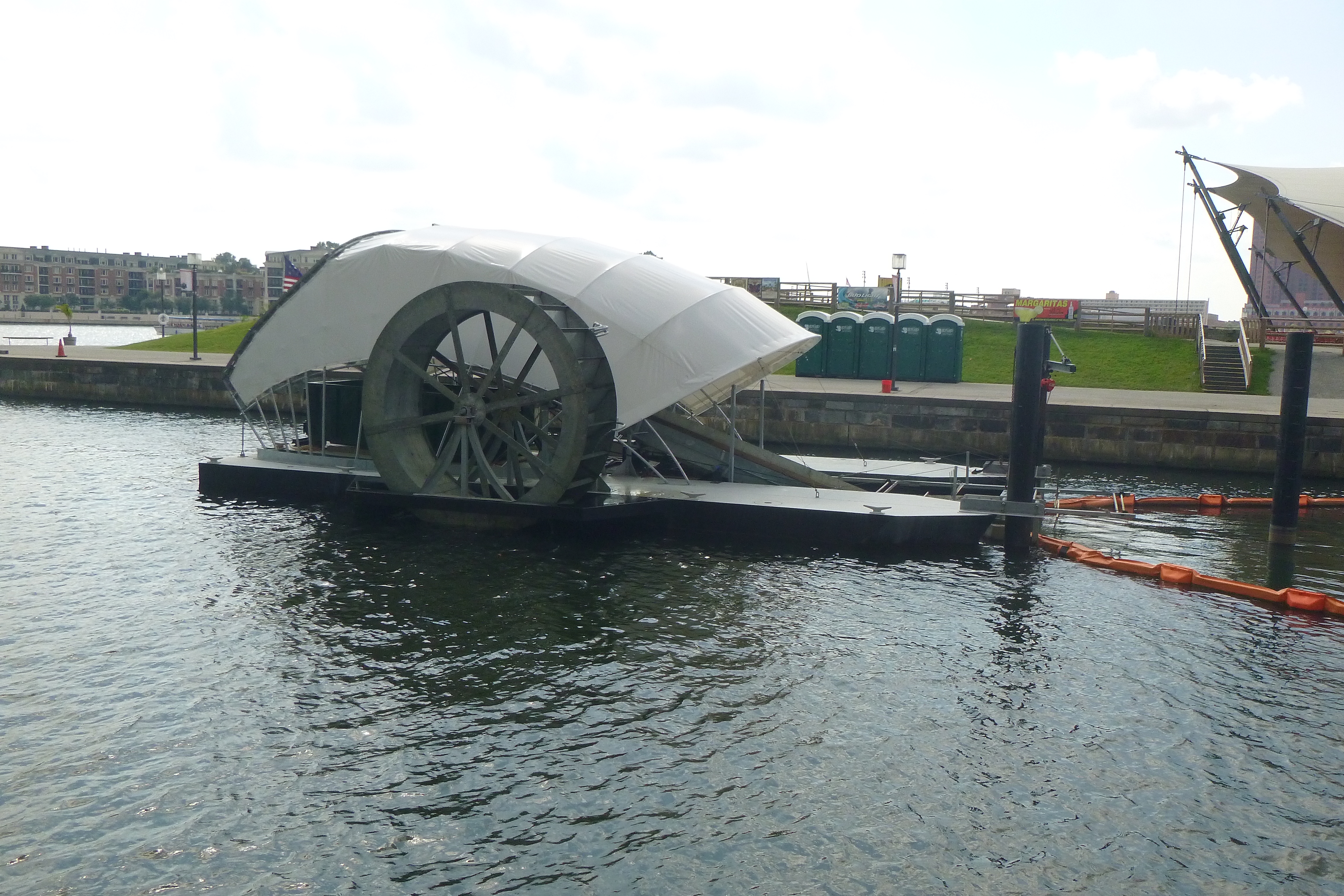
Další pohled na plavidlo

Pana Trash Wheela vynalezl John Kellett, kterého k tomuto nápadu přimělo pozorování odpadků v přístavu, zatímco míjel Pier 6 při cestě do práce. Pilotní Trash Wheel bylo postaveno a vypuštěno do přístavu společností Kellett v roce 2008 a poté Kellett postavil větší stroj, který zahájil provoz v květnu 2014, byl schopen vyzvednout větší množství odpadu a na palubě má dva kontejnery. Použití dvou kontejnerů umožňuje plavidlu pracovat déle, aniž by se muselo vrátit zpět na břeh, aby vyprázdnilo jediný kontejner, jako to bylo u pilotního plavidla.
Po první významné dešťové bouři sezóny, dne 20. 4. 2015, odstranil Pan Trash Wheel za jediný den 19 tun odpadu z nábřeží Baltimoru. Předchozí rekord byl zaznamenán 16. 5. 2014, kdy stroj odstranil 11 tun odpadu během jednoho dne. Na konci třetího čtvrtletí roku 2016 (30. 9. 2016) bylo zaznamenáno, že Pan Trash Wheel od svého zprovoznění sesbíral přes 1 000 000 pound = 453 592 kg odpadu.
Pan Trash Wheel je projektem plánu zdravého přístavu (Healthy Harbor Plan) neziskové organizace Waterfront Partnership of Baltimore, jehož cílem je vyčistit přístav do té míry, aby se v něm do roku 2020 dalo koupat. V roce 2015 zahájilo Waterfront Partnership of Baltimore snahu o vytvoření druhého zařízení, jako je Pan Trash Wheel, pro použití mimo Boston Street Pier Park, u odtoku Harris Creek v Cantonu v Baltimore. Toto druhé zařízení dostalo přezdívku Professor Trash Wheel.
Adam Lindquist, ředitel iniciativy Healthy Harbor Initiative, se v roce 2015 obrátil na What Works Studio, aby využil popularitu videa ze zařízení. Kreativní stratég What Works Studia Justin Allen, byl okamžitě unesen organickým vzhledem zařízení a navrhl jej personalizovat přidáním očí a pojmenováním. Zaměstnanci What Works Studia navrhli několik jmen, ale Pan Trash Wheel je to, které se vžilo. What Works Studio navrhlo použití Twitteru jako svého primárního kanálu pro komunikaci, kde začalo získávat podporu pod vedením zaměstnanců What Works Studia. V tomto okamžiku oči existovaly pouze na obrázcích zařízení. První skutečné oči, které Lindquist ve svém volném čase ručně vyrobil, byly po krátké době odstraněny. V březnu 2016 věnoval Key Tech, společnost zabývající se technologickými řešeními v Baltimoru, robustnější pár stálých očí.
Od té doby přibyli do rodiny Trash Wheel další dva členové, kteří hlídají Inner Harbor; v prosinci 2016 Samice – Profesorka Trash Wheel v Cantonu (s očima) a bezpohlavní Kapitán Trash Wheel v červnu 2018 v Brooklynu.